# 水産学部
水産学部（すいさんがくぶ、英語: Faculty of Fisheries）とは、魚介類を中心とする水棲生物について、増殖、漁獲、加工、流通まで水産業全体を研究する学問体系を学ぶ学部である。

## 概説
日本においては、水産業の中心を海洋が占めているために海洋学と混同される場合もあるが、産業への応用を目指す視点や漁獲および加工技術を含むことから異なる学問体系を取っている。近年、他の農学系の学部や商船大学などと統合され生物資源学部や海洋科学部と改編改称する大学もある。これは学問体系に縛られず海と陸を結んだ幅広い研究や海そのものの研究を為すためであるが、実際は畜産学部や水産学部といった言葉のイメージが古臭く感じられたり3Kを連想させるために学生が集りにくくなったための打開策という側面ももつ。
食糧生産を目標とする学問として農学の知識を応用する場合も多く見られ農学系学部に分類されるが、一次生産が漁獲という狩猟的な手段を中心としているため、資源管理という特有の体系を有する。また、畜産と比較して生産物が画一になりにくいため、加工および流通にも特有の面が見られる。
北海道大学、東京水産大学（現、東京海洋大学）、長崎大学、鹿児島大学の各水産学部は国策として研究海域を分担するため設置されたが特に制約は無い。実際、近場のフィールドを研究するメリットのほうが大きいため配置通りの研究の分散が為されている。
- 北海道大学･･･オホーツク海、日本海北部、北太平洋北部
- 東京海洋大学･･･北太平洋中部
- 長崎大学･･････日本海南部、東シナ海、有明海
- 鹿児島大学･･･北太平洋南部

他に、農林水産省所管の省庁大学校として、国立研究開発法人水産研究・教育機構水産大学校（山口県下関市）がある。
東京水産大学が東京商船大学と統合され東京海洋大学になった2003年以降、「水産」という名称を大学名や学部名に含む大学は、北海道大学、長崎大学、鹿児島大学（加えて、省庁大学校を含めれば水産大学校）のみである。「水産」の名称を持たなくても、下記のリンクに示す通り水産学系の学部・学科を持つ大学は全国各地にあり、農学系学部の一学科として設置されている大学が多い。
水産学部を卒業するなどして、水産に関する学科を専攻し学士の学位を取得し、1年以上その学科に関する実地経験（技術優秀）を有する者は、教育職員検定を経て高等学校教諭一種（水産実習）の普通免許状を取得することも可能となっている（教育職員免許法・別表第五）。
また、東京海洋大学と鹿児島大学には、高等学校の水産教員養成課程がある。

### 大学・省庁大学校
※水産学部、水産系学部、水産学科、水産系学科を持つ大学および省庁大学校
- 全国農学系学部長会議

国立大学
- 北海道大学水産学部
- 岩手大学農学部食料生産環境学科水産システム学コース
- 東北大学農学部生物生産科学科海洋生物科学コース
- 東京大学水圏生物科学専攻・農学部
- 東京大学大気海洋研究所
- 東京海洋大学海洋生命科学部・海洋科学部
- 三重大学生物資源学部海洋生物資源学科
- 京都大学農学部資源生物科学科海洋生物グループ
- 広島大学生物生産学部生物生産学科水産生物科学コース
- 高知大学農林海洋科学部海洋資源科学科海洋生物生産学コース
- 九州大学農学部生物資源環境学科動物生産科学コース水産科学分野
- 長崎大学水産学部
- 宮崎大学農学部海洋生物環境学科
- 鹿児島大学水産学部
- 琉球大学理学部海洋自然科学科生物系

公立大学
- 福井県立大学海洋生物資源学部海洋生物資源学科

私立大学
- 東京農業大学生物産業学部海洋水産学科
- 北里大学海洋生命科学部
- 東海大学海洋学部水産学科
- 日本大学生物資源科学部海洋生物資源科学科
- 近畿大学農学部水産学科
- 吉備国際大学農学部 海洋水産生物学科

大学校
- 国立研究開発法人水産研究・教育機構水産大学校

### 学会・研究機関
- 日本水産学会
- 日本水産工学会
- 日本海洋学会
- 日本ベントス学会
- マリンバイオテクノロジー学会
- 海洋音響学会
- 海洋調査技術学会
- 日本陸水学会
- 水資源・環境学会
- 漁業経済学会
- 日本魚類学会
- 水産海洋学会
- 日本藻類学会
- 日本リモートセンシング学会
- 国立研究開発法人水産研究・教育機構